# 威廉·P·劳伦斯号驱逐舰
威廉·P·劳伦斯号（DDG-110）是由诺斯罗普·格鲁曼造船公司建造的阿利·伯克级导弹驱逐舰，為伯克級60號艦，以海军飞行员、战斗机飞行员、试飞员、水星计划宇航员入围者、越战战俘、美国第三舰队指挥官、海军人事主管以及美国海军学院院长海军上将威廉·P·劳伦斯（1930-2005）命名。于2008年9月16日在密西西比州帕斯卡古拉的英格爾斯造船廠鋪設龍骨、2009年12月15日下水，2010年4月17日在家屬黛安·劳伦斯及其女儿劳里·劳伦斯博士和温迪·劳伦斯上尉（美国海军退役軍官和前航天飞机宇航员）見證下命名為威廉·P·羅倫斯號，2011年6月4日在阿拉巴馬州莫比爾港正式服役。

## 历史
2013年1月14日，威廉·P·劳伦斯号离开加利福尼亚州圣地亚哥海军基地，作为第11航母打击群的四船水面行动小组的一部分进行首次海外部署。
2013年3月1日，威廉·P·劳伦斯号进入波斯湾与第3航母打击群合作。2013年3月11日，该船在霍尔木兹海峡作业时向一艘燃烧的船只提供援助。2013年4月，威廉·P·劳伦斯号在两个不同的场合加入了法国护卫舰 作为150联合特遣部队一部分，在阿曼灣作战时为遇险平民提供援助。自2013年9月2日起，威廉·P·劳伦斯号开始在红海作为第11航母打击群的一部分开展任务 。
2013年9月22日，在威廉·P·劳伦斯（William P. Lawrence）着陆后不久，一股巨浪袭击了一架直升机并将其推入红海，造成两名飞行员死亡。美国中央司令部称该船正以高速移动，以便在第3航母打击群周围的防御阵型上替换另一艘护航舰。一个波浪撞向船的右舷，并在直升机着陆后不到十分钟撞到了系留住的直升机。但其他三名机组人员获救。
2016年5月10日，美国海军报告说，该船靠近永暑礁，进行该地区计划中的一系列航行自由行动（也称为FONOP）的一部分。该行动促使中华人民共和国表达“不满和反对”；五角大楼发言人表示，此次行动的目的是挑战“中国、台湾和越南在过度海上声称主权行为，这些行为旨在限制南海的航行权。”
2016年，该船属于第21驱逐舰中队。
2025年4月23日，美國印太司令部宣布本舰通过台湾海峡進行自由航行。中国人民解放军东部战区24日表示，东部战区组织海空兵力全程跟监警戒。

### 部署
- 首次部署（2013年1月24日–2013年11月8日）

## 資料來源
1. ↑  . Naval Vessel Register. NAVSEA Shipbuilding Support Office (NAVSHIPSO). 3 December 2008  [16 April 2010]. （原始内容存档于2019-03-23）.
2. ↑  . lawrence.navy.mil (ship's official website).   [16 April 2010]. []
3. ↑  . GlobeNewswire. 17 April 2010  [17 April 2010].
4. 1 2  Griggs, Travis, "Destroyer Lawrence commissioned in Mobile", Military Times, 5 June 2011.
5. ↑  Mass Communication Specialist 3rd Class (SW) Carla Ocampo, USN. . NNS130118-18. USS Lawrence Public Affairs. 18 January 2012  [2013-01-23]. （原始内容存档于2017-08-24）.
6. ↑  Ocampo, USN, Carla. . NNS130304-05. USS William P. Lawrence Public Affairs. 3 March 2013  [2013-03-14]. （原始内容存档于2017-07-07）. and Ocampo, Carla. . Navy Media Content Center #886966. DVIDS. 14 March 2013  [2013-05-14]. （原始内容存档于2020-11-28）. Photo taken on 11 March 2013.
7. ↑  . BBC News. Muscat Daily. 20 April 2013  [2013-05-06]. （原始内容存档于2013-10-20）.
8. ↑  . USS William P. Lawrence DDG 110. USCarrier.net. 25 January 2013  [2013-01-25]. （原始内容存档于2020-12-02）.
9. ↑  . Reuters. 2013-09-02  [2 September 2013]. （原始内容存档于2015-09-29）.
10. ↑  . news.usni.org. 20 May 2014. （原始内容存档于2020-12-03）.
11. ↑  . USNI News. 2016-05-10  [2021-10-22]. （原始内容存档于2017-05-19）.
12. ↑  Diplomat, Ankit Panda, The. .   [2016-07-16]. （原始内容存档于2015-11-17）.
13. ↑  Johnson, Jesse. . The Japan Times. 2021-09-08  [2021-10-22]. （原始内容存档于2022-03-14）.
14. ↑  . Hindustan Times. 2021-09-08  [2021-10-22]. （原始内容存档于2021-11-14） （英语）.
15. ↑  . Reuters. Reuters. May 10, 2016  [2019-06-14]. （原始内容存档于2020-06-03）.
16. ↑  .   [2019-06-14]. （原始内容存档于2016-03-04）.
17. ↑  . Newsweek. 2025年4月24日.
18. ↑  . 新华网. 2025年4月24日.

## 備註
本条目包含收集自美国政府官方出版物《美國海軍船籍》（Naval Vessel Register）的資訊，属于公有领域。